# Piton des Feux à Mauzac
Pour les articles homonymes, voir Piton (homonymie).
Le piton des Feux à Mauzac est un sommet de montagne de l'île de La Réunion, département d'outre-mer français dans le sud-ouest de l'océan Indien. Culminant à 2 384 mètres d'altitude, il est situé au nord de la plaine des Remparts entre le rempart de la Rivière de l'Est à l'est et le cassé en amont de la Rivière des Remparts à l'ouest. Ce faisant, il relève de la commune du Tampon mais se trouve à proximité immédiate de sa frontière avec Saint-Joseph, laquelle passe à son pied au sud-ouest. À cet endroit passent également la route forestière du Volcan ainsi que le sentier de grande randonnée GR R2, qui dessert une stèle à la mémoire de Josémont Lauret, porteur décédé là.

## Histoire
Mauzac serait le « nom d'un chef de marrons qui habitait le Morne des Feux à Mauzac ». Visiteur du site au début du  XIXe siècle, Jean-Baptiste Bory de Saint-Vincent ajoute : « Commerson s'était baigné autrefois dans ce cratère » et explique : « Je fus visiter cette ancienne bouche à feu ; elle avait environ 40 à 50 toises de diamètre et 80 à 100 pieds de profondeur. Dans les grandes pluies elle devient une espèce de lac. Commerson visitant autrefois les mêmes lieux admira la vicissitude des choses et le pouvoir des temps qui a métamorphosé en un réservoir d'eau un soupirail de flamme. Il se baigna dans le cratère et il se plaisait, depuis, à répéter qu'il avait nagé dans un volcan. J'eusse donné le nom de ce naturaliste infatigable à la montagne dont il est question ; mais elle était déjà appelée morne des feux à Mauzac, ce qui vient de ce qu'un chef de marrons nommé Mauzac, habitait autrefois dans le cratère, et tenant sur le point le plus élevé du piton une sentinelle qui allumait des bruyères pour y rallier ses camarades ».